# Aéroport de Paulatuk-Nora Aliqatchialuk Ruben
L'aéroport de Paulatuk-Nora Aliqatchialuk Ruben est un aéroport situé  dans les Territoires du Nord-Ouest, au Canada.

## Compagnies aériennes et destinations
| Compagnies | Destinations |
| ---------- | ------------ |
| Aklak Air  | Inuvik       |

Édité le 20/05/2025